# Aguafuerte

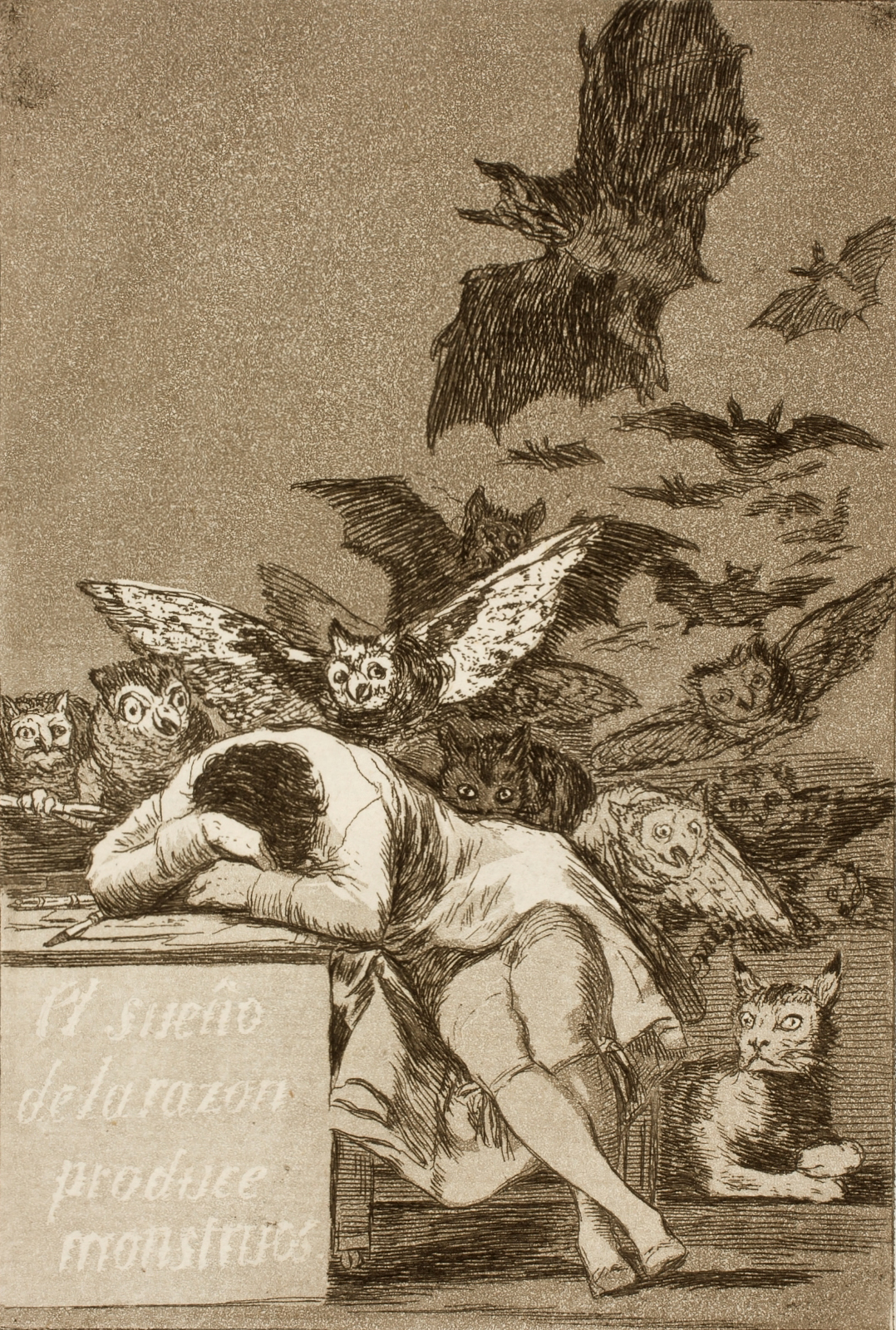
Aguafuerte de Francisco de Goya titulado El sueño de la razón produce monstruos (1797)

El aguafuerte es una modalidad de grabado que se efectúa tomando como base una plancha o lámina de aleación metálica, habitualmente de hierro, zinc o, más frecuentemente, cobre. Ésta se recubre de una fina capa de barniz protector, o de cera resistente a los ácidos. El grabador dibuja con un estilete de punta cónica muy afilada en esta capa de barniz, llegando justo hasta el cobre sin penetrar en él. Posteriormente se sumerge la lámina con su barniz en una solución de agua y ácido nítrico, la cual recibe el nombre del «aguafuerte» propiamente dicho. Esta solución corroe el cobre en las zonas en que éste no está protegido por el barniz, y deja unos surcos. El tiempo de inmersión de la lámina en el ácido determina la profundidad de la línea en el grabado, otorgándole a mayor tiempo mayor valor.

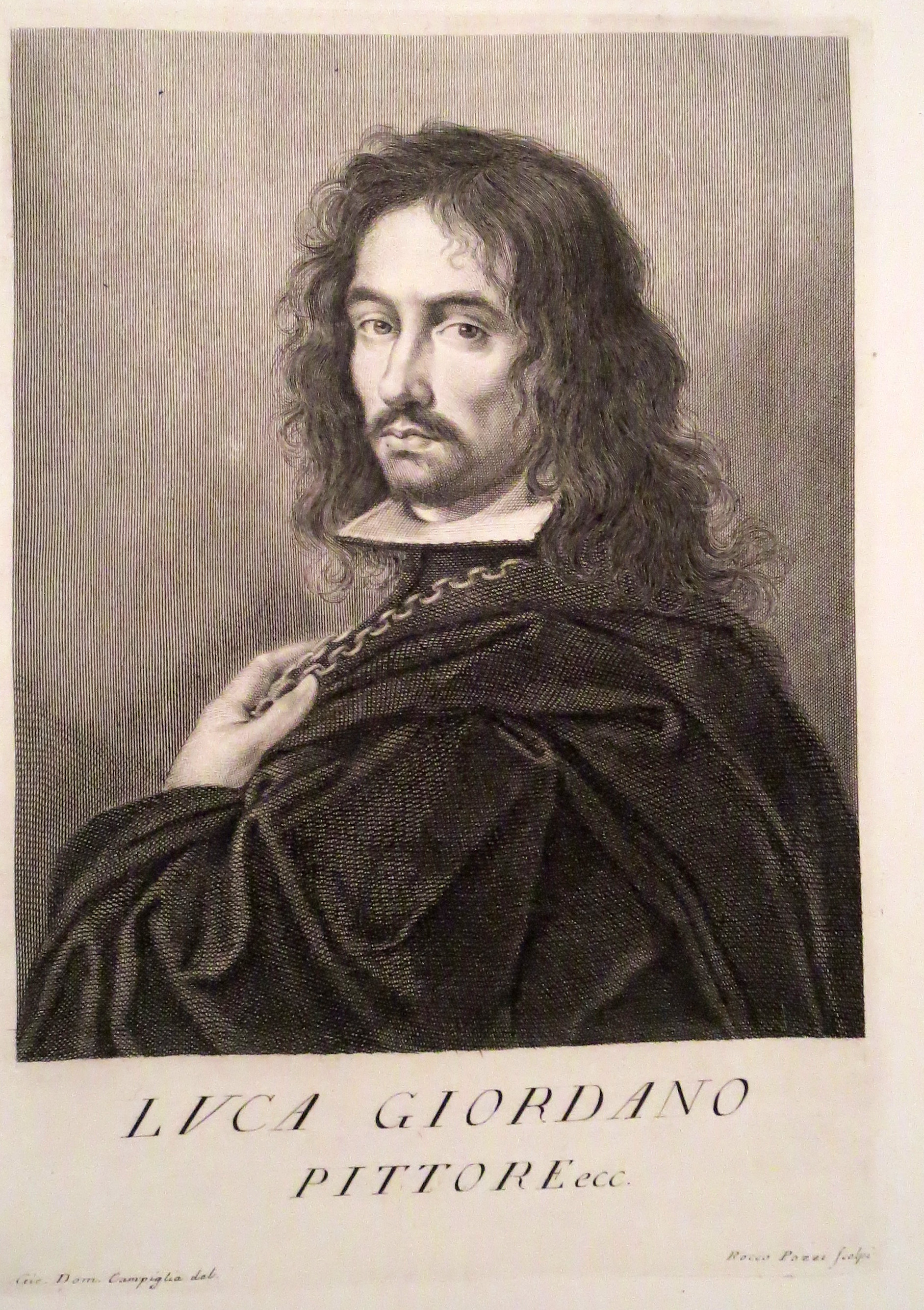
Retrato de Luca Giordano en un aguafuerte del siglo

Se retira el barniz, y la plancha ya está lista para el proceso de estampación. Se impregna la superficie con una tinta de componente graso que penetra en los surcos y se retira el sobrante de manera manual. Cuando el entintado está listo se coloca la matriz en una prensa de tórculo (compuesta principalmente por una superficie plana denominada platina, que pasa entre dos cilindros metálicos que ejercen presión sobre ella). Sobre la platina de la prensa se coloca un registro, que es una fina hoja de plástico o papel sobre la que el impresor marca la ubicación exacta de la plancha metálica y de la hoja de papel que se estampará. Sobre el registro se coloca primero la matriz y luego la hoja de papel de grabado, el cual debe ser humedecido previamente para que sus fibras se ablanden y penetren correctamente en todos los surcos entintados de la plancha. Sobre el papel especial para grabado se coloca una hoja de papel secante que absorberá el exceso de humedad cuando ambos sean sometidos a la presión que ejercen los cilindros, y sobre este una mantilla de fieltro o de lana, para garantizar que la presión se reparta uniformemente por toda la superficie de la lámina. El resultado será una imagen transferida de forma invertida en el papel de grabado.  
Una de las ventajas de esta técnica sobre otras es que pueden corregirse los errores, o hacerse retoques antes de someter la plancha metálica a la acción corrosiva. Lo más importante es no rayar el metal con el estilete. Si se desea borrar una línea o dibujo basta con pasar por encima un pincel con barniz, y una vez se ha secado, se vuelve a dibujar. Otra cuestión es la profundidad de los surcos, que puede hacerse mayor o menor dependiendo de la concentración del ácido y del tiempo de exposición de la plancha a la solución corrosiva.